# Венеция Нецова-Ангова
Венеция Огнянова Нецова-Ангова е български икономист и политик от „Продължаваме промяната“. Народен представител в XLVII народно събрание.

## Биография
Венеция Нецова е родена на 1 декември 1989 г. в град София, България. Тя получава бакалавър по специалност „Международни икономически отношения“ в УНСС и притежава допълнителни квалификации от международни обучителни институции – по предприемачество от Университета „Чейпъл хил“ (Северна Каролина) и Университета „Бабсън“ (Бостън), по стратегическо управление от Университета Любляна (Словения), както и по макроикономика и микроикономика от Центъра за икономически стратегии и конкурентоспособност към Софийския университет „Св. Климент Охридски“.
На парламентарните избори през ноември 2021 г. като кандидат за народен представител е 3-та в листата на „Продължаваме промяната“ за 25 МИР София, откъдето е избрана.